# Inese Jaunzeme
Inese Jaunzeme (Pļaviņas, 21 de maio de 1932 - 13 de fevereiro de 2011) foi uma atleta da União Soviética, campeã olímpica do lançamento de dardo em Melbourne 1956.
Representante da RSS da Letônia e terceira colocada na seletiva da equipe de atletismo soviética, realizada em agosto de 1956, nos I Jogos dos Povos Soviéticos, conseguiu uma surpreendente vaga para Melbourne, junto com atletas mais experientes na prova. Nos Jogos, conseguiu o ouro com um lançamento de 53,86 metros, recorde olímpico, na última tentativa, mais de três metros e meio a mais que a segunda colocada.
Atleta do Dynamo de Riga, foi agraciada com a Ordem da Bandeira Vermelha do Trabalho por seu feito.